# (114) Кассандра
(114) Касса́ндра (др.-греч. Κασσάνδρα) — астероид главного пояса, принадлежащий к редкому спектральному классу T. Он был открыт 23 июля 1871 года германо-американским астрономом К. Г. Ф. Петерсом в Клинтоне, США и назван в честь Кассандры, дочери последнего царя Трои — царя Приама, пророчицы, предсказавшей захват города.

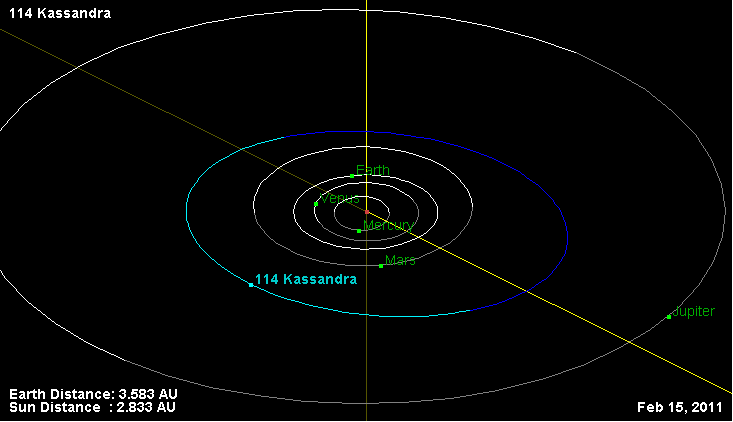
Орбита астероида Кассандра и его положение в Солнечной системе

## В культуре
В двухсерийном фильме Эрни Барбараша «Астероид: Последние часы планеты» 2009 года герои пытаются предотвратить столкновение Кассандры с Землёй и не допустить глобальной катастрофы.